# Храбузна (Хмельницкая область)
Храбузна (укр. Храбузна) — село в Полонском районе Хмельницкой области Украины.
Население по переписи 2001 года составляло 117 человек. Почтовый индекс — 30544. Телефонный код — 3843. Занимает площадь 0,098 км². Код КОАТУУ — 6823686003.

## Местный совет
30544, Хмельницкая обл., Полонский р-н, с. Онацковцы, ул. Шевченка, тел. 3-14-00; 9-32-36